# Ограниченное будущее
«Ограниченное будущее» (нем. Behinderte Zukunft) — документальный фильм режиссёра Вернера Херцога, снятый в 1971 году.

## Сюжет
Фильм рассказывает о проблемах, с которыми приходится сталкиваться детям с ограниченными возможностями в ФРГ. Хотя делаются определённые шаги для включения таких детей в общество (проживание с семьями, а не в специнтернатах; обучение в обычных школах и т.д.), остаётся множество нерешённых проблем, которые затрудняют превращение детей-инвалидов в полноценных членов общества. Это и недостатки инфраструктуры, и преобладание в обществе определённых стереотипов. Проблема исследуется на примере мюнхенского дома, где компактно проживают семьи с такими детьми. Для сравнения показано отношение к инвалидам в Калифорнии.